# Intron
Introni so nekodirajoči odseki DNK znotraj določenega gena, ki ločujejo eksone. Introni se skupaj z eksoni prepišejo v primarni prepis RNK (imenovan tudi pre-mRNA ali heterogena jedrna mRNA), vendar se kasneje izrežejo, še preden mRNA zapusti jedro. Zrela mRNA, ki je na voljo za prevajanje na ribosomih, vsebuje le še eksonske predele, torej odseke, ki kodirajo aminokislinsko sestavo beljakovine. Introni so značilni za evkarionte. Razmerje med introni in eksoni v genskem zapisu se med različnimi vrstami organizmov močno razlikuje.